# Wadadah FC
El Wadadah FC (el nom significa pau i amor) és un club de futbol jamaicà de la ciutat de Montego Bay.

## Història
El club va ser fundat l'any 1983, any en què ingressà a la St. James Division de la segona divisió. En la seva primera temporada es proclamà campió i ascendí a Primera. Tornà a descendir a segona la temporada 2006-2007.

## Palmarès
- Lliga jamaicana de futbol: [1]
  - 1988, 1992

## Futbolistes destacats
- Winston Anglin †
- Durrant Brown
- Leon "shotty" Fairweather
- Donovan Ricketts